# Macsura

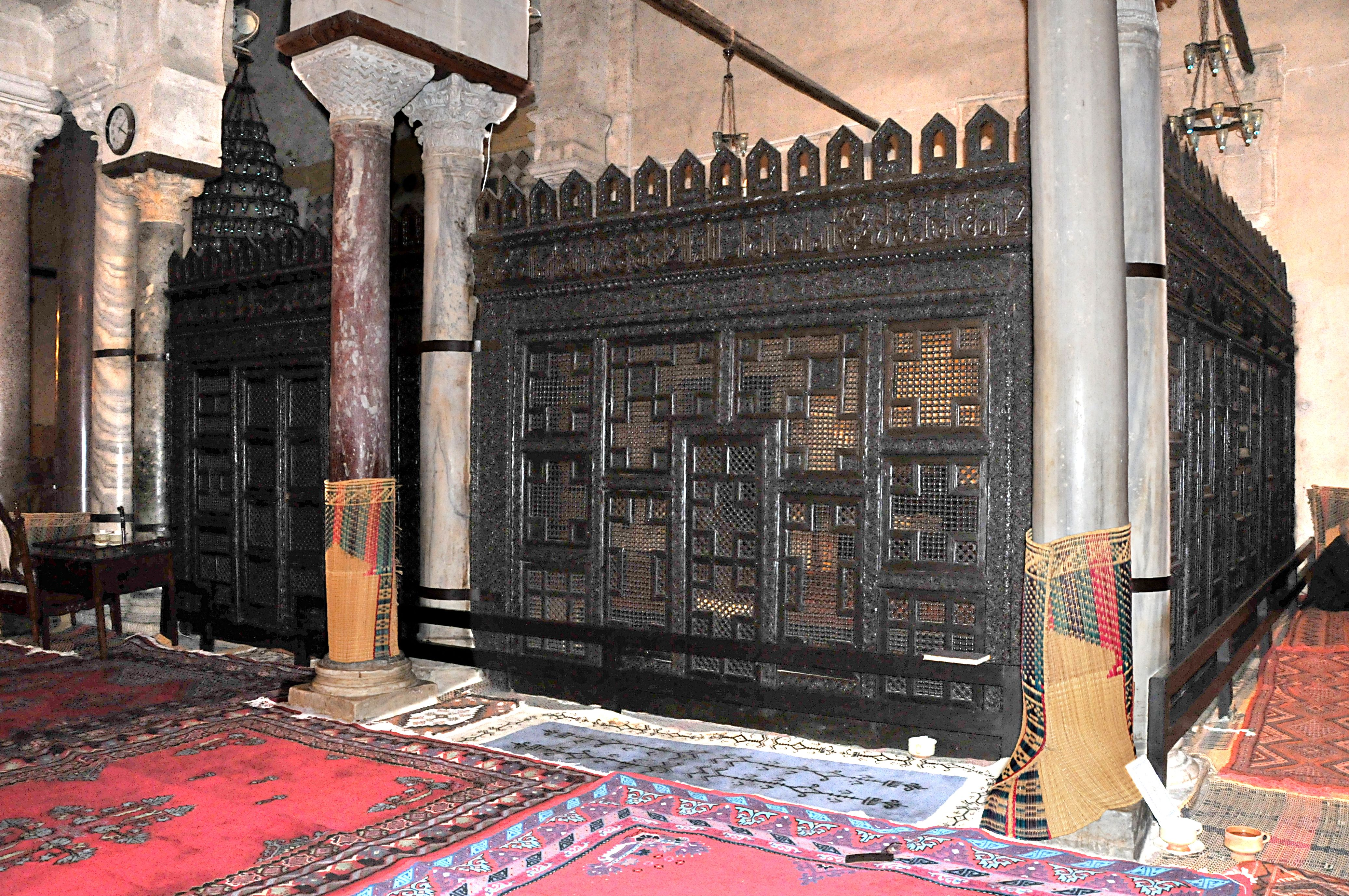
La macsura de madera de la gran mezquita de Cairuán, en Túnez.

La macsura, palabra proveniente del árabe maqsura, es un término de la arquitectura árabe que sirve para designar un recinto reservado en las mezquitas en donde se sitúa el califa o el imán durante las oraciones públicas. Suele estar cerca del mihrab o en el centro del muro de quibla de una mezquita y fue diseñado originalmente para proteger al soberano de asesinatos durante el rezo.
En una iglesia cristiana coincidiría con el crucero.A menudo eran estructuras de madera decoradas con grabados o piezas entrelazadas de manera similares a una mashrabiya. A veces sirve también para contener el sepulcro de un personaje tenido en opinión de santidad.

## Historia

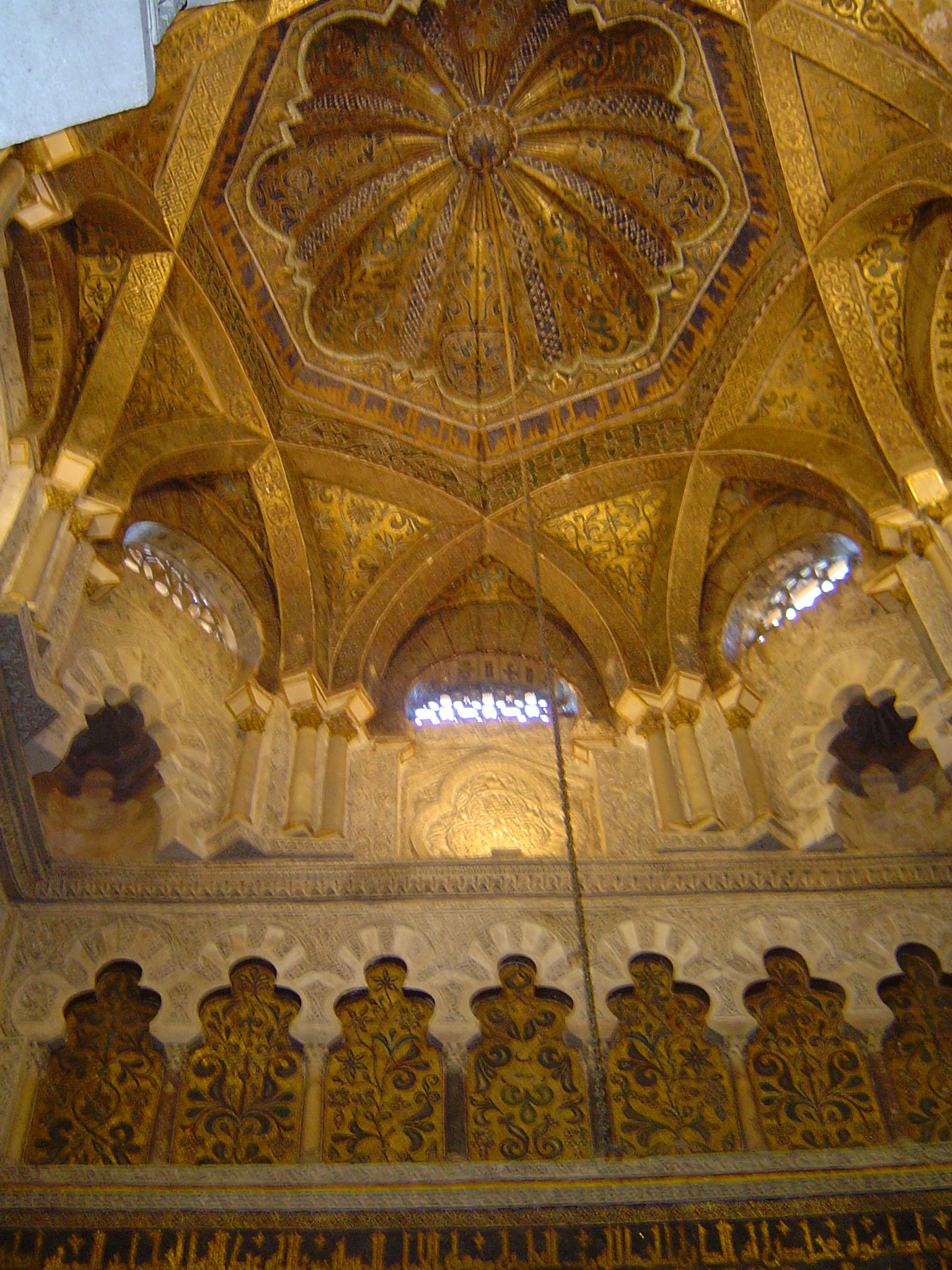
Macsura de la mezquita de Córdoba.

La primera macsura parece haber sido construida por el califa Utmán (r. 644-656) para la mezquita de Medina para protegerse a sí mismo de posibles asesinatos, tal y como le ocurrió a su precedesor Umar. En esta etapa del islam temprano, el califa actuaba como imán y dirigía las oraciones en la mezquita aljama. La macsura de Utmán estaba hecha únicamente de tapial con agujeros para que nadie pudiera acercarse, pero que fuera visible por los fieles. Asimismo, el primer califa omeya Muawiya construyó una para la mezquita de Damasco, aunque posteriormente se construyeron otras macsuras.
La macsura más antigua conservada in situ es la de la gran mezquita de Cairuán, mandada construir por el gobernante zirí Al-Muizz ben Badis y data de la primera mitad del siglo XI, aunque fue restaurado en el siglo XVII. Se encuentra a la derecha del mimbar de la mezquita y alberga una elaborada inscripción cúfica dedicada a Al-Muizz. La macsura de la mezquita-catedral de Córdoba, a pesar de que actualmente es una catedral, es más antigua, pero muy diferente. Realizada en el 965, durante la ampliación del califa al-Hakam II, en lugar de encontrarse a un lado del mihrab, la macsura rodea el mihrab. No obstante, a pesar de que no ha sobrevivido ninguna delimitación, sí que se observa en la arquitectura de los arcos que lo rodean, que son distintos del resto de los arcos y presentan un diseño entrecruzado que influenció en gran medida en la arquitectura morisca y marroquí. La zona también está cubierta con tres bóvedas ricamente decoradas.

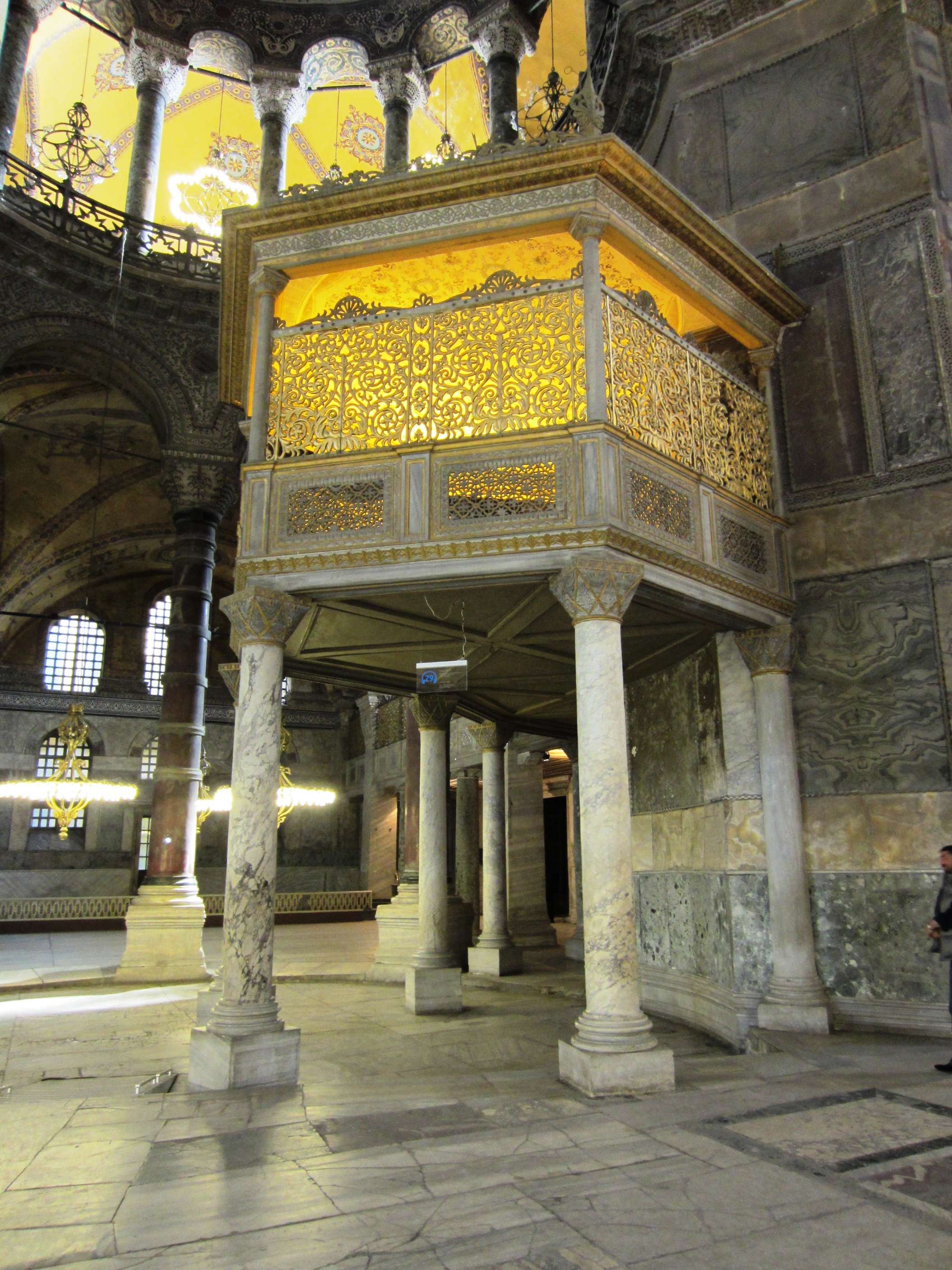
El hünkâr mahfili de Santa Sofía, en Estambul.

Se siguieron construyendo macsuras por todo el mundo islámico, aunque el término dejó de indicar únicamente la estancia reservada para el gobernante. No existen ejemplos tempranos existentes en Irán, aunque el ejemplo más antiguo es un balcón muy ornamentado del siglo X de la gran mezquita de Na'in. El término macsura se refiere más tarde al espacio con bóvedas frente al mihrab de la gran mezquita de Qazvin y quizás de la gran mezquita de Isfahán. Sin embargo, el término pudo haber tenido un significado más simbólico que funcional en la arquitectura, ya que las cúpulas se convirtieron en un recurso típico de la arquitectura de las mezquitas.
En la arquitectura otomana, no existen zonas referenciadas como macsuras, pero la mayoría de las mezquitas imperiales albergaban una zona exclusiva para el sultán, llamada hünkâr mahfili, que consistía en una plataforma elevada protegida por una pantalla. Un ejemplo temprano es el balcón ornamentado de la mezquita verde de Bursa de principios del siglo XV. Otro hünkâr mahfili se encuentra presente en la mezquita Fatih construida por Mehmed II, que fue destruido y más tarde reconstruido tras un terremoto.